# Großer und Kleiner Petznicksee
Großer und Kleiner Petznicksee sind zwei Seen mit einem reichen Fischbesatz in der Zerweliner Heide (Uckermark).
Der Große Petznicksee ist ein Grundwassersee mit einer Größe von etwa 14 ha mit nur geringem periodischen Zufluss und einem zeitweise trockenen künstlichen Abfluss. Der Kleine Petznick hat eine Fläche von etwa 3,5 ha, ist wesentlich flacher und ist fast komplett mit Mummeln zugewachsen.
Die um die Seen liegenden Forste wurden Anfang des 20. Jahrhunderts nach einem starken Borkenkäferbefall des bis dahin in Monokultur gehaltenen Kiefernbestandes neu als Mischwald angepflanzt. Die gefällten Bäume wurden in einem mobilen Sägewerk aufbereitet. Zwischenlager für die gefällten Bäume war der Große Petznicksee. Es wird vermutet, dass noch einige dieser Bäume in großer Tiefe des Sees lagern, was die Fischerei mit Grundnetzen behindert.
Dieser Teil der Zerweliner Heide mit den beiden Seen gehörte zur Familie derer von Arnim-Boitzenburg, die auf der Anhöhe neben dem See ein Jagdschloss unterhielten. Dieses Jagdschloss wurde während des Zweiten Weltkrieges militärisch genutzt und gegen Kriegsende komplett zerstört. Es existieren noch Grundmauern eines Badehauses im Wald auf der Anhöhe am südlichen Ufer des Großen Petznicksees. Nach dem Zweiten Weltkrieg wurde die Familie von Arnim-Boitzenburg enteignet. In der DDR war dieses Gebiet militärisches Sperrgebiet wegen der Dislokation der FLA-Raketenabteilung 174 (später in FRA-234 umbenannt). Das alte Forsthaus „Zerwelin“ am Ostufer des Sees wurde als Jagdsitz für militärische Prominenz (Generaloberst Reinhold) genutzt. Zu diesem alten Forsthaus gehörten Stallungen und ein verwilderter Obstgarten mit alten Obstsorten. Am Seeufer gab es bis 1990 noch Reste von alten „Wasch-Stegen“ zu sehen, an denen früher im See Wäsche gewaschen wurde. In den 80er Jahren wurde das alte Fachwerk-Forsthaus am Großen Petznicksee wegen Baufälligkeit abgerissen und auf den Grundmauern ein Bungalow im DDR-Stil gebaut. Dieser wurde nach der Auflösung der militärischen Dienststelle und der Rückübertragung an die ehemaligen Eigentümer wieder entfernt und ein stilistisch zu dem alten Wirtschaftsgebäude und den Stallungen passender Neubau errichtet.
Die Seen wurden 1375 als „stagna … Petzenke“ erstmals schriftlich erwähnt. Der Name ist slawischen Ursprungs und bedeutet „Sandsee“ (altpolabisch *pěsečnik).